# Lupola
Lupola  (лат.) — род прыгающих насекомых из семейства цикадок (Cicadellidae). Афротропика. Длина 6-9 мм (самки крупнее). Клипеус длинный, узкий. Голова субконическая, отчётливо уже пронотума. Лоб широкий. Оцеллии мелкие. Скутеллюм крупный, его длина равна или больше длины пронотума. Эдеагус с одним крупным выступом. Сходны по габитусу с Africoelidia, отличаясь деталями строения гениталий. Ранее включали в состав подсемейства Coelidiinae.
- Lupola bulba Nielson 1982[1]
- Lupola maculinervis Stål 1854
  - =Coelidia maculinervis
- Lupola multidentata Nielson 1982[1]
- Lupola variabilis Haglund 1899